# Amblainville
Amblainville ist eine französische Gemeinde mit 1786 Einwohnern (Stand 1. Januar 2022) im Département Oise in der Region Hauts-de-France. Sie gehört zum Arrondissement Beauvais, zur Communauté de communes des Sablons und zum Kanton Méru.

## Geographie
Die Gemeinde Amblainville liegt 20 Kilometer nördlich von Pontoise an der Grenze zum Département Val-d’Oise und am Rand der Landschaft Vexin. Zu Amblainville gehören die Ortsteile Sandricourt, Saint-Claude, Vignoru, Les Granges und Fays aux Ânes. Umgeben wird Amblainville von den Nachbargemeinden Méru im Norden, Esches im Nordosten, Bornel im Osten, Arronville im Süden, Berville im Südwesten, Hénonville im Westen sowie Villeneuve-les-Sablons im 'Nordwesten. Durch den Nordosten von Amblainville führt die Autoroute A16 mit einer Mautstelle.

## Geschichte
Im 13. Jahrhundert bestand ein Leprosenhaus.

### Bevölkerungsentwicklung
| Jahr                       | 1962 | 1968 | 1975 | 1982 | 1990 | 1999 | 2006 | 2013 | 2021 |
| -------------------------- | ---- | ---- | ---- | ---- | ---- | ---- | ---- | ---- | ---- |
| Einwohner                  | 892  | 891  | 951  | 1408 | 1650 | 1688 | 1714 | 1735 | 1757 |
| Quellen: Cassini und INSEE |      |      |      |      |      |      |      |      |      |

## Sehenswürdigkeiten
- Auf das 10. Jahrhundert zurückgehende Kirche Saint-Martin, seit 1982 als Monument historique klassifiziert[1][2]
- Zwischen 1880 und 1900 errichteter Park der Domäne von Sandricourt, 1991 als Monument historique eingetragen, mit über vier Kilometer langer, vom Schloss ausgehender Allee[3]
- Kapelle des im 13. Jahrhundert gegründeten Priorats La Trinité du Fay, im 17. Jahrhundert in ein Wohngebäude umgebaut, ein seltenes Beispiel einer kleinen ländlichen Priorei aus dem Mittelalter[4]
- Stein mit Wetzrillen (Polissoir)
- Denkmal für die 1943 abgeschossene Besatzung eines Flugzeugs der Royal Air Force
- Wasserturm im Ortsteil Les Granges

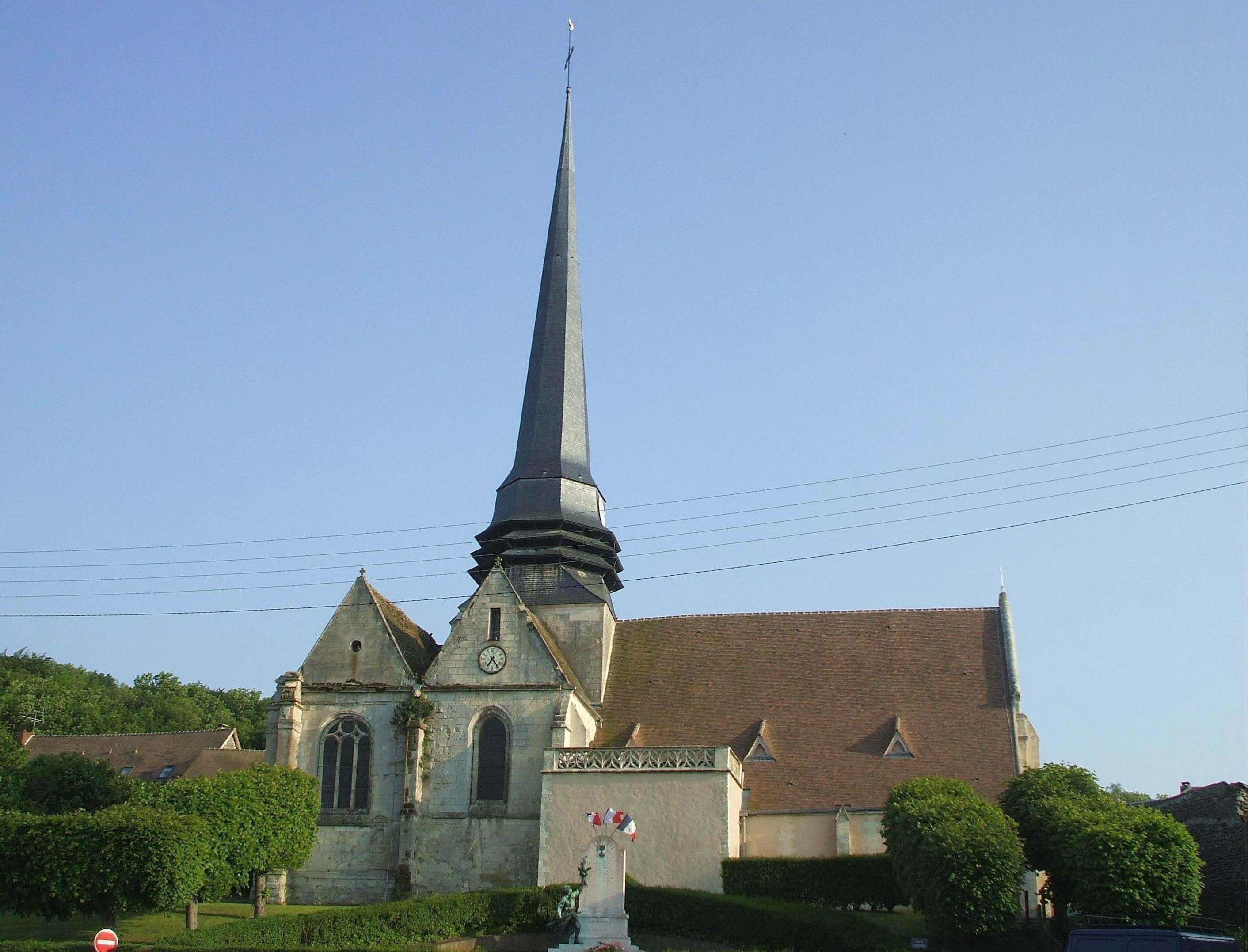
Kirche Saint-Martin
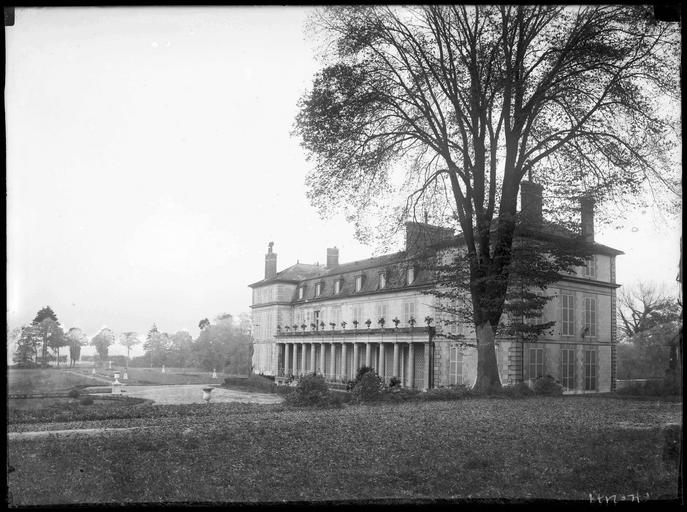
Schloss von Sandricourt
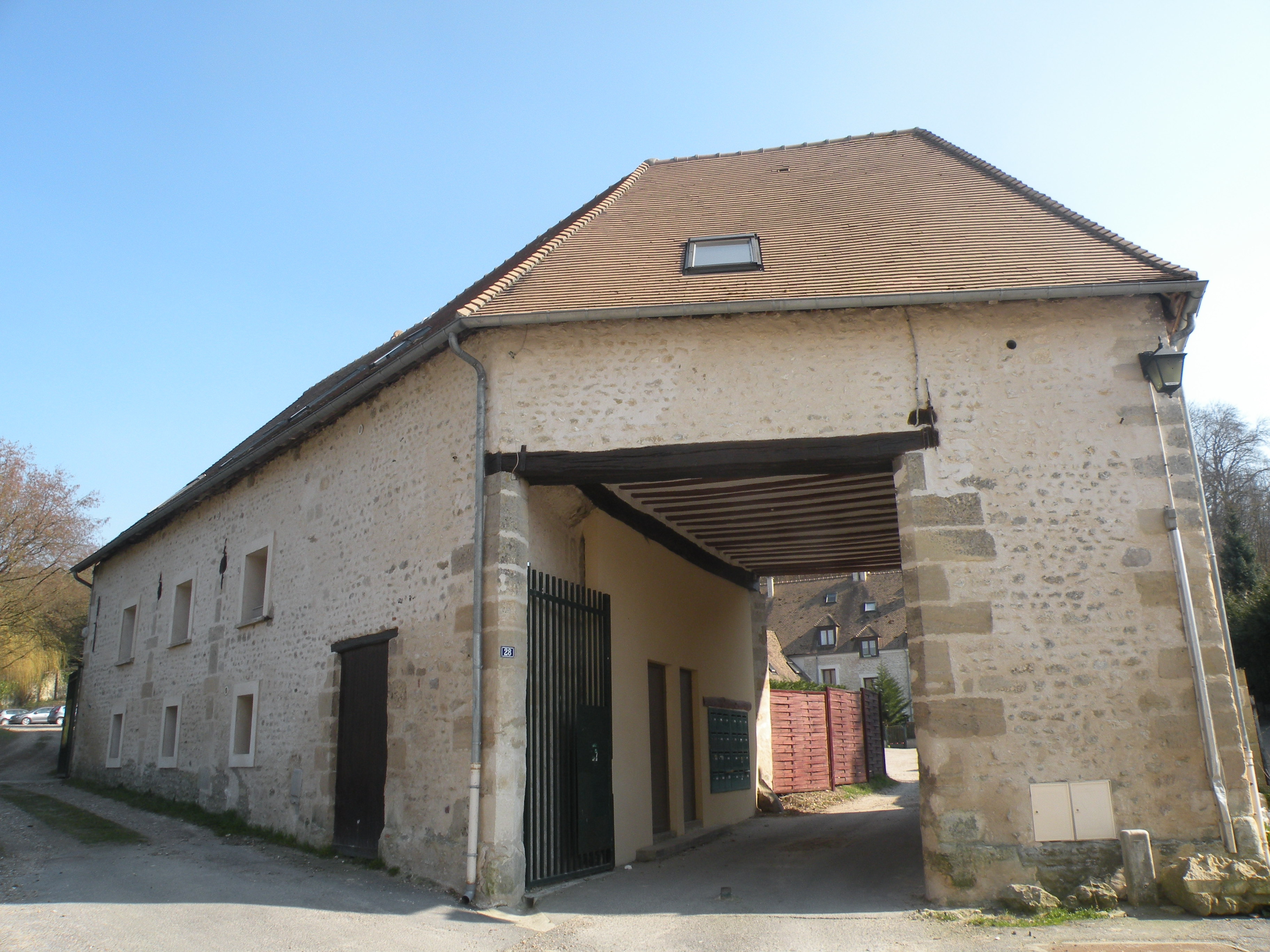
Ehemaliges Priorat
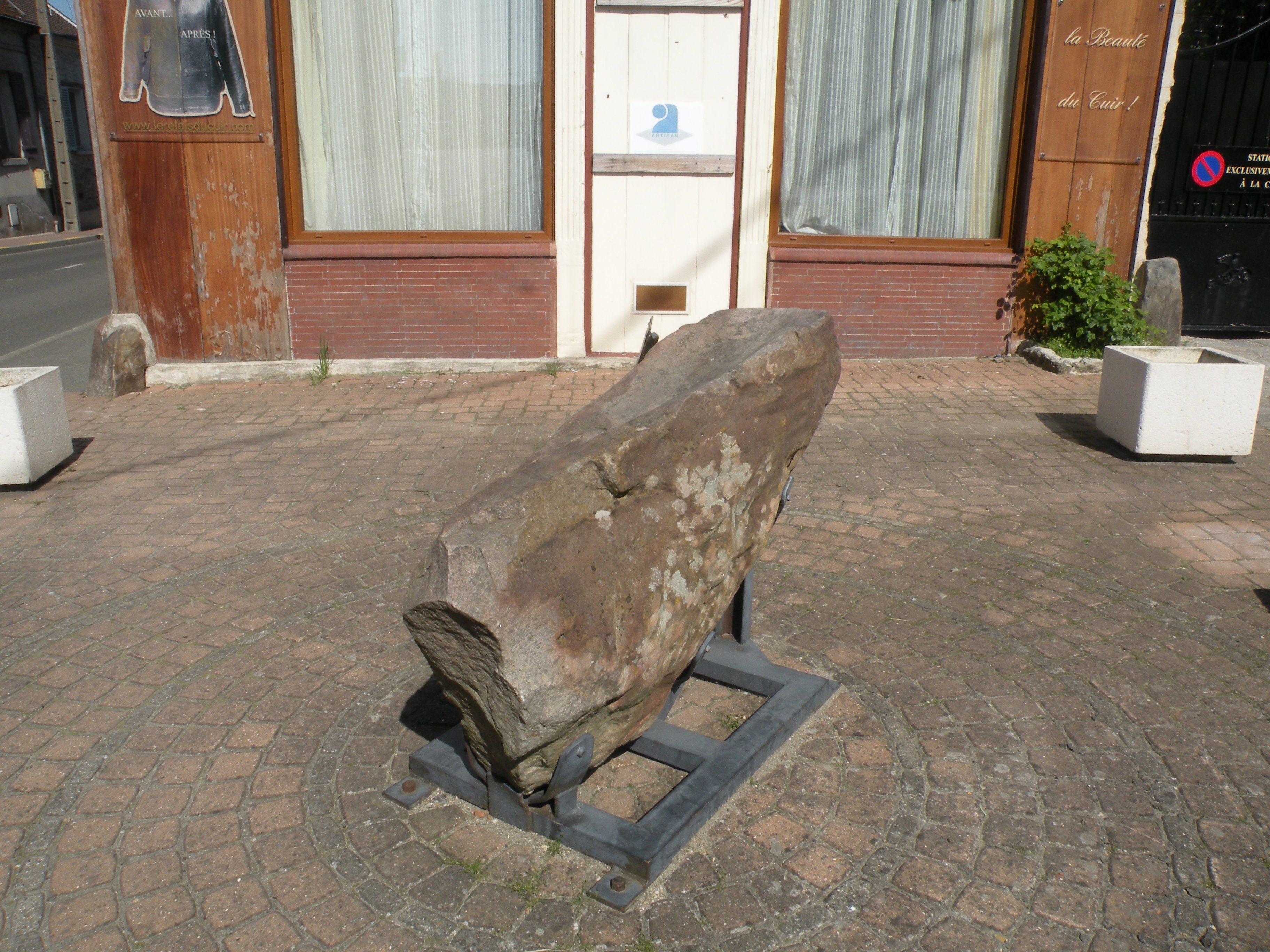
Polissoir

## Wirtschaft
In der Vergangenheit hatte neben der Landwirtschaft die Perlmuttverarbeitung Bedeutung.